# Chrysopogon argutus
Chrysopogon argutus là một loài thực vật có hoa trong họ Hòa thảo. Loài này được (Steud.) Trin. ex B.D.Jacks. mô tả khoa học đầu tiên năm 1893.